# 永瀬唯
永瀬唯（ながせ ただし、1952年 - ）は、日本の評論家、科学史・技術文化史研究家、ジャーナリスト、SF史家。

## 来歴
明治大学理工学部、成城大学文藝学部、日本ジャーナリスト専門学校、東京綜合写真専門学校の講師を勤め、日本SF作家クラブにも所属。と学会運営委員。
東京都立大学理学部卒業。在学中からSFファン活動を開始。編集者、メカニックライターとして活動。1987年、SF同人誌『イスカーチェリ』に掲載された「科学ロマンスとサイエンス・フィクションをめぐって」により、SFファンジン大賞・評論部門を受賞。2002年、「光の街」によりSFファンジン大賞・研究部門を受賞。
テレビアニメ『機動戦士ガンダム』のファンとして、放送後の科学考証に係わり、その世界観を築いたひとり。
メディア論、都市論に関する論考も多い。
2001年時点で日本SF作家クラブ会員だったが、2024年10月現在、クラブの会員名簿には名前がない。

## 著書

### 単著
- 『疾走のメトロポリス　速度の都市,メディアの都市』INAX〈INAX叢書 6〉、1993年5月。ISBN 4-8099-1034-2。
- 『肉体のヌートピア　ロボット、パワード・スーツ、サイボーグの考古学』青弓社、1996年12月。ISBN 4-7872-3131-6。
- 『欲望の未来　機械じかけの夢の文化誌』水声社、1999年6月。ISBN 4-89176-387-6。
- 『宇宙世紀科学読本　スペース・コロニーとガンダムのできるまで』角川書店、2001年5月。ISBN 4-04-853155-7。
- 『腕時計の誕生　女と戦士たちのサイボーグ・ファッション史』廣済堂出版〈廣済堂ライブラリー 1〉、2001年5月。ISBN 4-331-85000-5。

### 共著・編著・共編著
- 永瀬唯、大徳哲雄 編『宇宙翔ける戦士達 GUNDAM CENTURY』みのり書房、1981年9月。
- ワールドフォトプレス 編『米ソ宇宙戦争』光文社〈光文社文庫 ミリタリー・イラストレイテッド 6〉、1985年1月。ISBN 4-334-70103-5。
- ワールドフォトプレス 編『オルフェウス作戦　海上原子力発電所を奪回せよ！ゲームブック』光文社〈光文社文庫〉、1986年6月。ISBN 4-334-70388-7。
- 『ヨットのテクノロジー　冒険と風のかたち』Inaxギャラリー名古屋企画委員会企画、Inax〈Inax booklet〉、1994年9月。
- 谷川渥ほか『廃墟大全』リブロポート、1997年3月。ISBN 4-8457-1120-6。
- 永瀬唯 編『ターミナル・エヴァ　新世紀アニメの世紀末』水声社、1997年8月。ISBN 4-10-103616-0。
- 永瀬唯 編『ザ・デイ・アフター・エヴァ　対論〈新世紀アニメ〉ふたたび』水声社、1998年3月。ISBN 4-89176-399-X。
- 未来科学研究スタッフ作『攻殻機動隊メカニカル解析読本』講談社〈KCDX 890〉、1998年1月。ISBN 4-06-319890-1。
- 永瀬唯ほか『京極夏彦の世界』青弓社〈寺子屋ブックス 4〉、1999年9月。ISBN 4-7872-9135-1。
- 『GUNDAM CENTURY　宇宙翔ける戦士達　RENEWAL VERSION』（新装版）樹想社、2000年3月。ISBN 4-87777-028-3。
- 永瀬唯、植木不等式・志水一夫・本郷ゆき緒・皆神龍太郎『と学会レポート　ギボギボ90分！』楽工社、2006年11月。ISBN 4-903063-06-2。

### 監修
- タスクフォース1 編『市民よガスマスクを装着せよ　化学戦争マニュアル』永瀬唯監修、グリーンアロー出版社、1991年5月。ISBN 4-7663-3127-3。
- 『米政府公認対テロ危機管理完全白書』永瀬唯監修、水野純訳、アーティストハウスパブリッシャーズ、2004年5月。ISBN 4-04-898176-5。
- 『機動警察パトレイバー ザ・レイバー・インダストリー　レイバー開発全史』永瀬唯・林譲治監修、学習研究社〈Gakken mook. Another century chronicle vol.3〉、2009年3月。ISBN 978-4-05-605088-2。

### 解説
- ズジスワフ・ベクシンスキー『ベクシンスキー』河出書房新社〈Pan-Exotica〉、2005年7月。ISBN 4-309-90638-9。

### 雑誌記事
- 週刊SPA! 1991年3月6日号 - 湾岸戦争に関連した特集『戦争につけるクスリはないのか』内で「今、『機動戦士ガンダム』を再考する」という記事を執筆。

## 出演
- BSマンガ夜話『機動警察パトレイバー』（1999年11月10日 NHK BS2） - ゲスト出演